# Copșa Mică
Copșa Mică é uma cidade da Roménia com 5157 habitantes, localizada no județ (distrito) de Sibiu.

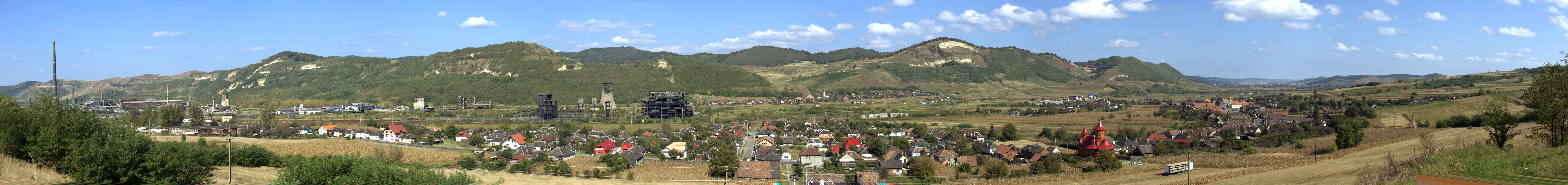
Panorâmico de Copșa Mică.